# Caneto (Borgosesia)
Caneto è una frazione di Borgosesia, situata a circa 3,5 chilometri dal centro, altitudine media di 395 m sul livello del mare, ha una popolazione di circa 300 abitanti.
Il suo territorio ha un'estensione di 1,5 km².

## Geografia fisica
L'abitato si sviluppa integralmente in fondo all'avvallamento posto parallelamente all'alveo del fiume Sesia.
Tra il fiume Sesia e l'avvallamento si trova una formazione collinare composta in prevalenza da materiale morenico a Nord della quale si trova il centro abitato, andando ancora più a Nord si trova un pendio decisamente più ripido, che più ad ovest si trasforma in parete a strapiombo, sopra questa formazione granitica si trovano altre due piccole frazioni, Bastia e Lovario, il pendio a ridosso dell'abitato è caratterizzato da una forte instabilità geomorfologica e sono frequenti cadute di massi e piccoli smottamenti.
Ad ovest e ad est, si confina rispettivamente con le località di Vanzone e Rozzo.
Non esistendo un corso d'acqua naturale, sono presenti alcuni canali artificiali, in passato in concomitanza di grossi eventi alluvionali, la capacità di smaltimento delle acque si è dimostrata insufficiente e ha causato allagamenti sia nel centro storico che nelle nuove aree urbanizzate ad est.
La cessazione delle attività pastorizie, la progressiva cementificazione del suolo che nei prossimi anni prevede il raddoppio delle unità abitative e uniti al cambiamento climatico, causano l'intensificarsi dei fenomeni idromorfologici. Nel territorio della frazione è sempre presente all'alba la nebbia, da qui il personaggio carnevalesco canetese "Nebià", la sua consorte "Nebia" e di conseguenza il nome degli abitanti "Nebbiai".

## Società
Nell'abitato non esistono esercizi commerciali, strutture pubbliche (campi di calcio, palestre, ecc.), la popolazione attiva è composta prevalentemente da pendolari. Le maggiori aree industriali della Valsesia si trovano in un raggio di 15 km.
In passato erano attive varie aziende agricole a conduzione familiare diventate stanziali nel secondo dopoguerra, precedentemente fin dal XIX secolo la zona era sfruttata anche per l'attività di estrazione di argilla e la produzione di laterizi, a testimonianza di ciò rimangono ancora alcune buche, molte delle quali in passato adibite a discarica.
Per oltre un secolo la proprietà della maggior parte del centro storico e dei terreni adibiti a pascolo o lasciti incolti è stata legata alla famiglia Allegra, con la scomparsa dell'ultimo discendente e per sua volontà, queste proprietà sono passate in parte al Comune di Borgosesia, che a provveduto in parte ad alienarle e al FAI che tuttora possiede anche l'edificio più antico ed ex abitazione parrocchiale.
Negli anni 90 il territorio è stato raggiunto dalla rete di distribuzione di gas metano, nonostante ciò permane a ovest dell'abitato un deposito di idrocarburi fossili.
La florida natura del territorio, l'assenza di stabilimenti produttivi e la presenza di boschi, risaltano un ambiente tipicamente alpino, questo ha fatto sì che dal 1990 il paese triplicasse il numero di case.

## Storia

### Preistoria
Nel centro storico si erge l'oratorio di San Bernardino da Siena, del XV secolo, si presume che l'abitato abbia origini più antiche,
fino a supporre ad insediamenti dell'età del ferro che potrebbero dare origine allo stesso nome della località.
In un luogo sito a 1 km più a nord rispetto l'oratorio, in passato sono stati ritrovati i basamenti di alcune palafitte, queste strutture sono confermabili dalla natura morfologica del terreno che tutt'oggi presenta l'acqua di falda a 2-3 metri.

### Medioevo
Un'altra notizia attribuibile a questa località è che nel tardo medioevo, tutti gli abitanti di Caneto hanno preso parte alla rivolta che ha sovvertito il potere feudale posto nella roccaforte di Santa Maria di Vanzone. Nella stessa epoca vennero costruiti 2 oratori: quello di San Bernardino 
da Siena (oggi esistente) e quello di Santa Maria delle grazie demolito in epoca successiva.

### II Guerra Mondiale
{{cn|Nel 19 luglio 1944 si è sfiorata l'ennesima strage nazista di tutti gli uomini residenti rimasti a casa o per anzianità o per giovane età, circa 5 persone in tutto, ma il Capitano delle SS (del quale non si ricorda più il nome) addetto al rastrellamento, dopo aver portato i prigionieri davanti al muro dell'oratorio per provvedere all'esecuzione, sentendo le urla strazianti delle mogli e delle madri presenti, ha ordinato al plotone d'esecuzione di sparare in aria e ha permesso ai prigionieri di andare a nascondersi.

### Anni 2000
Nell'ultimo piccolo allevamento bovino della frazione nel 2002 è stato rilevato il 76º caso in Italia di BSE ovvero di encefalopatia spongiforme bovina, meglio noto come morbo della «mucca pazza», in un capo di razza Bruna Alpina di 6 anni. Le autorità decisero quindi di abbattere tutti i capi presenti nell'allevamento e risarcire l'allevatore.